# Yoshi Touch & Go
Yoshi Touch & Go (Japan: キャッチ!タッチ!ヨッシー!; Kyatchi! Tatchi! Yosshī!) is een platformspel voor de Nintendo DS en werd uitgebracht in 2005. Het spel werd ontwikkeld door Nintendo EAD en uitgegeven door Nintendo. De speler moet Yoshi besturen die Baby Mario op zijn rug heeft.
Yoshi Touch & Go maakt gebruik van het touchscreen en de microfoon van de Nintendo DS en het hoofdpersonage is Yoshi. Hij moet zich met behulp van de stylus een weg banen doorheen de verschillende levels en werelden.

## Ontvangst
| Beoordeeld door                      | Datum             | Score |
| ------------------------------------ | ----------------- | ----- |
| UOL Jogos                            | 6 april 2005      | 100%  |
| IGN                                  | 11 maart 2005     | 88%   |
| Pocket Magazine / Pockett Videogames | 22 juni 2005      | 80%   |
| 4Players.de                          | 8 juni 2005       | 76%   |
| GameSpy                              | 18 maart 2005     | 70%   |
| Gamezine                             | 4 mei 2005        | 70%   |
| Eurogamer.net (GB)                   | 13 mei 2005       | 60%   |
| Game Informer Magazine               | mei 2005          | 50%   |
| Digital Press - Classic Video Games  | 3 oktober 2005    | 50%   |
| EL33TONLINE                          | 17 september 2006 | 40%   |

## Trivia
- Het spel is opgenomen in het boek 1001 Video Games You Must Play Before You Die van Tony Mott.